# Payasos en la lavadora
Payasos en la lavadora es una novela humorística escrita por el cineasta bilbaíno Álex de la Iglesia y publicada en 1997. Narra las experiencias de un escritor durante la Semana Grande de Bilbao.

## Argumento
La introducción, firmada por el personaje Álex de la Iglesia, cuenta que ha encontrado el ordenador portátil del escritor Juan Carlos Satrústegui con una sola carpeta en su disco duro titulada Payasos en la lavadora. Dado que este se halla ingresado en un psiquiátrico, habla con su madre y decide publicar el texto una vez corregido (en esta forma de parodiar la vieja técnica del manuscrito encontrado puede influir el hecho de que Álex de la Iglesia en la vida real escribe sus guiones en un ordenador portátil, que ha perdido al menos en dos ocasiones).
Se supone que los quince capítulos siguientes son el contenido de esa carpeta, una narración autobiográfica del propio Satrústegui, quien se considera a sí mismo un genio, superior a todos aquellos con los que se relaciona. Pero enseguida se advierten los problemas psíquicos de este escritor (obsesiones, delirios, paranoia, falta de empatía...) agravados por las drogas, la falta de sueño y las palizas que recibe.
La novela está cargada de alusiones a la cultura pop y a la filosofía, con bruscos contrastes entre un registro literario ampuloso y grandilocuente y uno crudo y tosco.
- Datos: Q7156687